# Robert Niemeczek

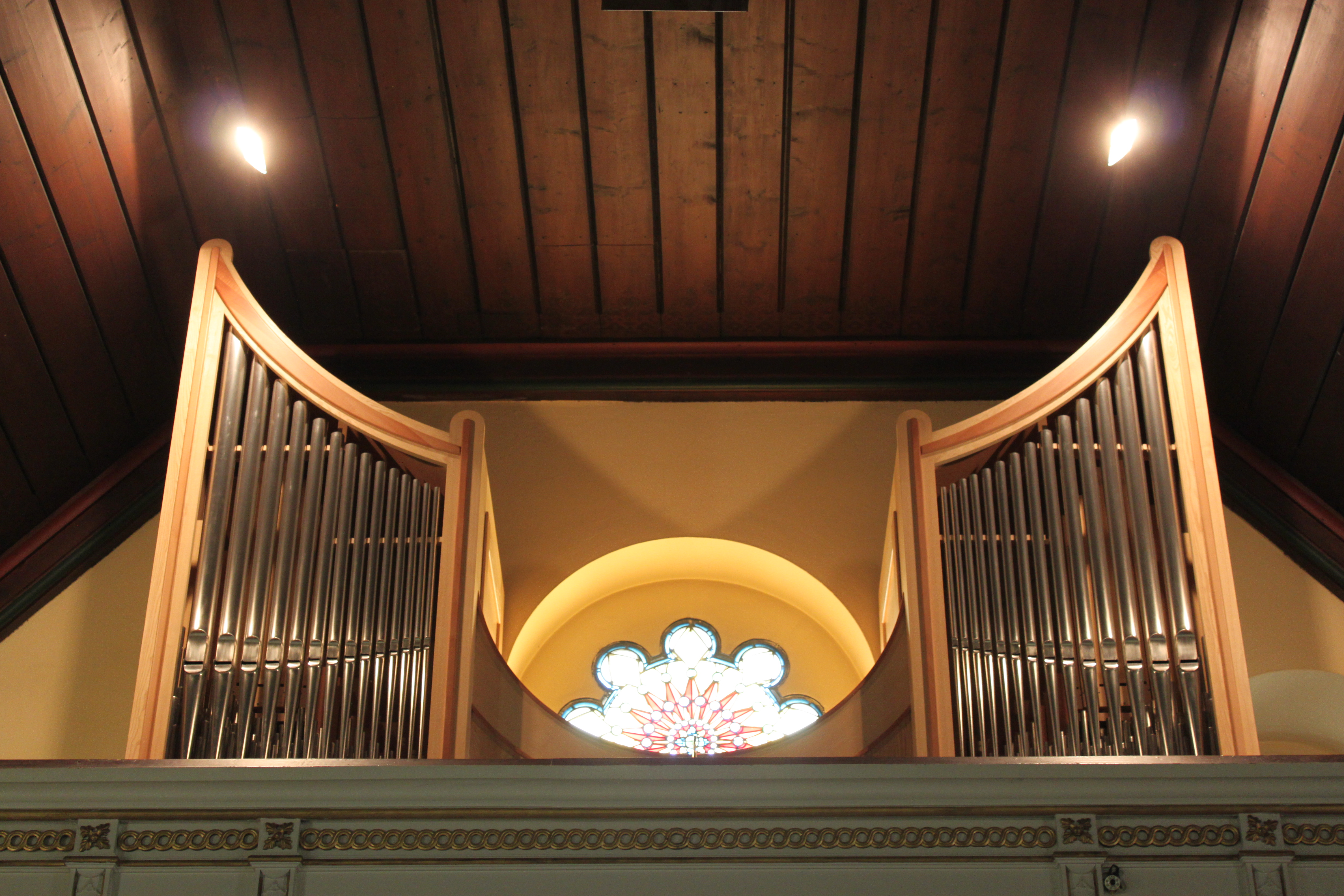
Pfarrkirche Wolfsgraben

Robert Niemeczek (* ?) ist ein österreichischer Orgelbauer in Pressbaum/Niederösterreich.

## Leben
Robert Niemeczek ist mit Stand 2025 seit über 40 Jahren mit dem Bau, der Restaurierung und der Pflege von Orgeln befasst. Sein Unternehmen trägt den Namen „Der Orgelbau im Wienerwald“.

## Werke

### Neubauten
| Jahr | Ort         | Gebäude                 | Bild | Manuale | Register | Bemerkungen |
| ---- | ----------- | ----------------------- | ---- | ------- | -------- | ----------- |
| 2007 | Wolfsgraben | Pfarrkirche Wolfsgraben |      | II/P    | 12       |             |

### Restaurierungen
| Jahr | Ort                      | Gebäude                                 | Bild | Manuale | Register | Bemerkungen                                              |
| ---- | ------------------------ | --------------------------------------- | ---- | ------- | -------- | -------------------------------------------------------- |
| 2003 | Opponitz                 | Pfarrkirche                             |      | II/P    | 18       | Restaurierung der Orgel aus 1792 von Peter Hölzl         |
| 2003 | Tattendorf               | Pfarrkirche                             |      | I/P     | 8        | Restaurierung der Orgel aus 1899 von Johann M. Kauffmann |
| 2004 | Krems an der Donau       | Heilandskirche                          |      | II/P    | 10       | Restaurierung der Orgel aus 1974 von Gregor Hradetzky    |
| 2005 | Mitterbach am Erlaufsee  | Evang. Pfarrkirche                      |      | I/P     | 16       | Restaurierung der Orgel aus 1854 von Theodor Koblitz     |
| 2007 | Wien-Innere Stadt        | Deutschordenskirche                     |      | II/P    | 19       | Restaurierung der Orgel aus 1899 von Peter Titz          |
| 2008 | Rabensburg               | Pfarrkirche                             |      | I/P     | 12       | Restaurierung der Orgel aus 1880 von Franz Hauke         |
| 2009 | Rotenturm an der Pinka   | Kathol. Pfarrkirche                     |      | I/P     | 13       | Restaurierung der Orgel aus 1886 von Anton Tausz         |
| 2009 | Mitterbach am Erlaufsee  | Pfarrkirche Josefsberg                  |      | I/P     | 7        | Restaurierung der Orgel von Franz Capek                  |
| 2009 | Tullnerbach              | Pfarrkirche Irenental                   |      | I/P     | 9        | Restaurierung der Orgel aus 1830 von Jacob Deutschmann   |
| 2009 | Wien-Döbling             | Neustifter Pfarrkirche                  |      | I/P     | 8        | Restaurierung der Orgel aus 1855 von Franz Reusch        |
| 2010 | Ottenthal                | Pfarrkirche                             |      | II/P    | 12       | Restaurierung der Orgel aus 1907 von Gebrüder Rieger     |
| 2010 | Groß Schweinbarth        | Pfarrkirche                             |      | II/P    | 13       | Restaurierung der Orgel aus 1923 von Johann M. Kauffmann |
| 2011 | Ebenthal                 | Pfarrkirche                             |      | I/P     | 12       | Restaurierung der Orgel aus 1871 von Carl Hesse          |
| 2011 | Schrattenberg            | Pfarrkirche                             |      | I/P     | 10       | Restaurierung der Orgel von Josef Ullmann                |
| 2011 | Poysdorf                 | Pfarrkirche Erdberg NÖ                  |      | I/P     | 9        | Restaurierung der Orgel aus 1874 von Franz Reusch        |
| 2011 | Sankt Veit an der Gölsen | Pfarrkirche Schwarzenbach an der Gölsen |      | I/P     | 5        | Restaurierung der Orgel aus 1890 von Max Jakob           |
| 2014 | Mistelbach               | Pfarrkirche Siebenhirten NÖ             |      | I/P     | 11       | Restaurierung der Orgel aus 1870 von Franz Ullmann       |
| 2018 | Haringsee                | Pfarrkirche                             |      | I/P     | 8        | Restaurierung der Orgel aus 1840 von Franz Ullmann       |
| 2020 | Gaweinstal               | Pfarrkirche Höbersbrunn                 |      | I/P     | 8        | Restaurierung der Orgel aus 1883 von Johann M. Kauffmann |
| 2021 | Baden bei Wien           | Filialkirche Baden-St. Helena           |      | I/P     | 5        | Restaurierung der Orgel aus 1890 von Johann M. Kauffmann |
| 2023 | Perschling               | Pfarrkirche Murstetten                  |      | I/P     | 7        | Restaurierung der Orgel aus 1884 von Carl Neusser        |
| 2025 | Wildendürnbach           | Pfarrkirche Wildendürnbach              |      | II/P    | 24       | Umsetzung der Orgel aus der Uni-Aula Göttingen, Bj. 1966 |